# Odontognathus
Odontognathus es un género de peces de la familia Clupeidae, del orden Clupeiformes. Este género marino fue descrito científicamente en 1800 por Bernard Germain de Lacépède.

## Especies
Especies reconocidas del género:
- Odontognathus compressus Meek & Hildebrand, 1923
- Odontognathus mucronatus Lacépède, 1800
- Odontognathus panamensis (Steindachner, 1876)